# Manuel Cornet Díaz
Manuel Cornet Díaz (Santiago del Estero, Argentina, 1842 - San Miguel de Tucumán, Argentina, 17 de marzo de 1892) fue un abogado y político argentino, que se desempeñó como diputado nacional por su provincia natal y ocupó diversos cargos públicos en la provincia de Tucumán.

## Reseña biográfica
Manuel Cornet Díaz nació en Santiago del Estero en 1842. Fue hijo de Bartolomé Manuel Cornet y Josefa Díaz de Zuaznabar. Cursó sus estudios primarios en el convento de Santo Domingo, donde estudió latín y filosofía con los padres franciscanos. Por su excelencia en los estudios, en 1858 fue becado por el gobierno santiagueño para estudiar en el Colegio de Monserrat de la ciudad de Córdoba. Allí continuó sus estudios superiores y se graduó de abogado y doctor en jurisprudencia. En 1863 retornó a Santiago del Estero, donde fue designado como su primer fiscal de Estado. Años más tarde pasó a Tucumán, donde fue juez civil y comercial desde 1873.
En 1875, cuando terminó el "taboadismo", regresó a Santiago del Estero y fue elegido diputado provincial por el Departamento Salavina. También en ese año fue convencional constituyente y redactor del proyecto de Constitución. Luego se desempeñó como ministro general de gobierno y fiscal de Estado. En 1878, fue nombrado miembro del Superior Tribunal de Justicia, cargo en el que llegó a ser presidente. Junto a otros abogados formó una comisión para reformar el Código de Procedimiento de Santiago del Estero. También en ese año fue elegido diputado nacional por Santiago del Estero, durante la presidencia de Nicolás Avellaneda.
En 1884 se mudó a Tucumán, donde fue elegido constituyente y vicepresidente de la Convención que promulgó la primera Constitución de la provincia (presidida por Sisto Terán). El 15 de enero de 1885 asumió como vocal del primer Superior Tribunal de Justicia, cargo en el que permaneció hasta su fallecimiento, el 17 de marzo de 1892. Tras su muerte se le rindieron honores oficiales, declarando feriado en las oficinas públicas y bandera a media asta en los edificios.

## Matrimonio y descendencia
Se casó con Rosario Palacio Achával, su prima segunda, quien era hija de Ramón Palacio Ispizua y de Delfina de Achával Castellanos. Rosario falleció el 4 de mayo de 1888. Los hijos de este matrimonio fueron:
1. Pedro León Cornet Palacio, nacido en 1876 en Santiago del Estero y falleció en 1927;
2. Gregorio Antonio Cornet Palacio, casado en Santiago del Estero con Evarista Herrera, con descendencia;
3. Manuel Cornet Palacio, casado en Tucumán con Julia Terán Posse, hija de Manuel Terán Silva y de Gabriela Posse Méndez, con descendencia (familias Pérez Colman Cornet y Román Cornet);
4. Ramón Lucio Cornet, con sucesión;
5. Rosa Delfina Cornet Palacio, nacida en Santiago del Estero en 1882, casada con Victor Jaramillo González, riojano, de la familia de Joaquín Víctor González;
6. Rosario Cornet Palacio, casada con Ramón Gómez,[3] que fue ministro del Interior de la primera presidencia de Hipólito Yrigoyen, madre del reconocido plástico Ramón Gómez Cornet y cuyo nombre lleva el Museo de Bellas Artes de Santiago del Estero.[4]
7. Gerónimo Cornet Palacio, casado con Carmen Olivera Olaechea, con descendencia en Santiago del Estero;
8. Benjamín Cornet Palacio, casado con Carolina Trejo, con descendencia;
9. Elena Cornet Palacio.

Tras la muerte de Rosario Palacio Achával, se casó en segundas nupcias con Mercedes Colombres García Alberdi, sobrina de Juan Bautista Alberdi, de la que tuvo una hija, Mercedes Cornet Colombres, que murió soltera.